# Alaâ
Alaâ, scritto anche Alâa o El Alâa,  è una città della Tunisia.
Fa parte del governatorato di Kairouan ed è capoluogo della delegazione omonima, che conta 31 773 abitanti. La città conta 2 657 abitanti.